# 92. pehotni polk (Avstro-Ogrska)
Za druge 92. polke glejte 92. polk.
92. pehotni polk (izvirno nemško Infanterie-Regiment Nr. 92; dobesedno slovensko: Pehotni polk št. 92) je bil pehotni polk k.u.k. Heera.

## Poimenovanje
- k.u.k. Böhmisches Infanterie-Regiment »Edler von Hortstein« Nr. 92
- k.u.k. Infanterie Regiment Nr. 92 (1915–1918)

## Zgodovina
Polk je bil ustanovljen leta 1883. 

### Prva svetovna vojna
Polkovna narodnostna sestava leta 1914 je bila sledeča: 80% Nemcev in 20% drugih.
V sklopu t. i. Conradovih reform leta 1918 (od junija naprej) je bilo znižano število polkovnih bataljonov na 3.

## Organizacija
1918 (po reformi)
- 1. bataljon
- 3. bataljon
- 3. bataljon, 73. pehotni polk

## Poveljniki polka
- 1908: Calixtus Winnicki von Radziewicz[5]
- 1914: Wilhelm von Reinöhl[1]